# Янкова къща
 Тази статия е за възрожденската къща паметник на културата в Мелник.  За къщата паметник на културата в Струмица, вижте Янкова къща (Струмица).  
Янковата къща е възрожденска къща в град Мелник, България. Къщата заедно с Кехайовата и Менчевата, образува най-добре запазения комплекс от XVIII век в града. Обявена е за паметник на културата.

## Описание
Сградата е построена през XVIII век и е типичен представител на Мелнишката къща. Състои се от приземие, използвано за стопански цели, няколко междинни нива и етаж, използван за живеене.
В XIX век сградата е преустроена и конструктивно укрепена, като е разширена жилищната площ. Горната част на приземието е превърната в жилищен етаж, подпрян на дублиращ зид към улицата. Етажът над него също е преустроен. В интериора на жилищния етаж са запазени много оригинални елементи от украсата от XVIII век. В югозападната стая има красив щукатурен декоративен таван с розета в центъра, около която има декоративни елементи, преминаващи по стените чрез холкел. В североизточната част на етажа има приемни помещения, украсени с дърворезба и прозорци на два реда.